# VMFA-323
23ème Escadron de chasseur d'attaque (USMC)
Le Marine Fighter Attack Squadron 323 ou VMFA-323 est un escadron de chasseurs d'attaque F-35 Lightning II du Corps des Marines des États-Unis, actuellement composé d'avions de combat furtifs STOVL F-35 Lightning II. Connu sous le nom de "Death Rattlers", l'escadron est basé à la Marine Corps Air Station Miramar en Californie et relève du commandement du Marine Aircraft Group 11 (MAG-11) et de la 3rd Marine Aircraft Wing (3rd GMAW). Il se déploie actuellement avec le Carrier Air Wing Seventeen (CVW-17) à bord de l'USS Nimitz (CVN-68).

## Historique

### Origine

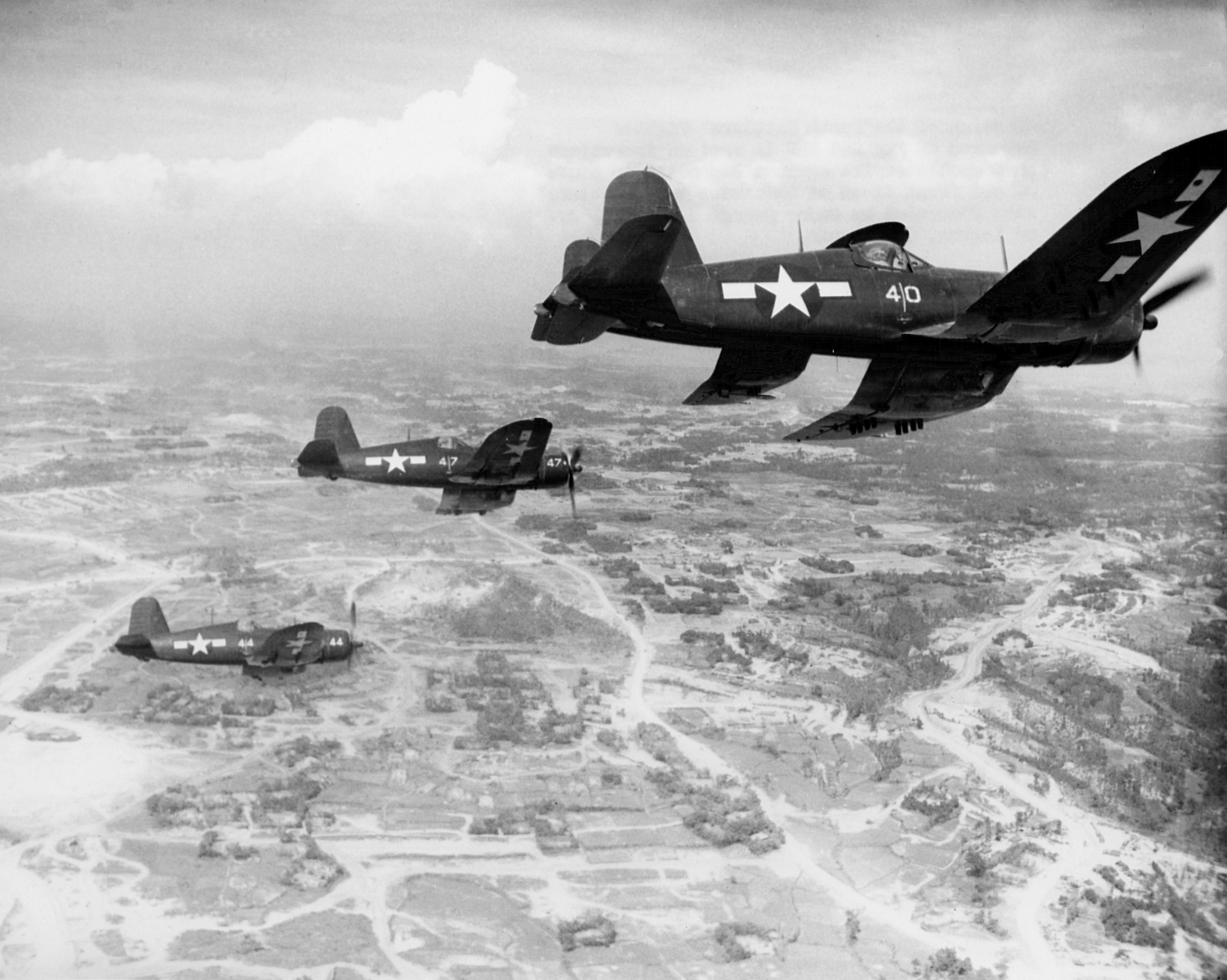
FG-1D Corsair du VMF-323 en 1945, au dessus d'Okinawa

Le VMF-323 a été mis en service le 1er août 1943 à la Marine Corps Air Station Cherry Point, en Caroline du Nord. Il a commencé à s'entraîner presque immédiatement sur le Chance Vought F4U Corsair pour le combat dans la Guerre du Pacifique de la Seconde Guerre mondiale. En 1945, 24 avions des Death Rattlers ont décollé de l'USS White Plains (CVE-66) et ont volé vers Kadena Air Base à l'appui de lOpération Iceberg pendant la bataille d'Okinawa. Après la guerre, le VMF-323 fut basé à la Marine Corps Air Station El Toro, en Californie.

### Guerre de Corée et après-guerre

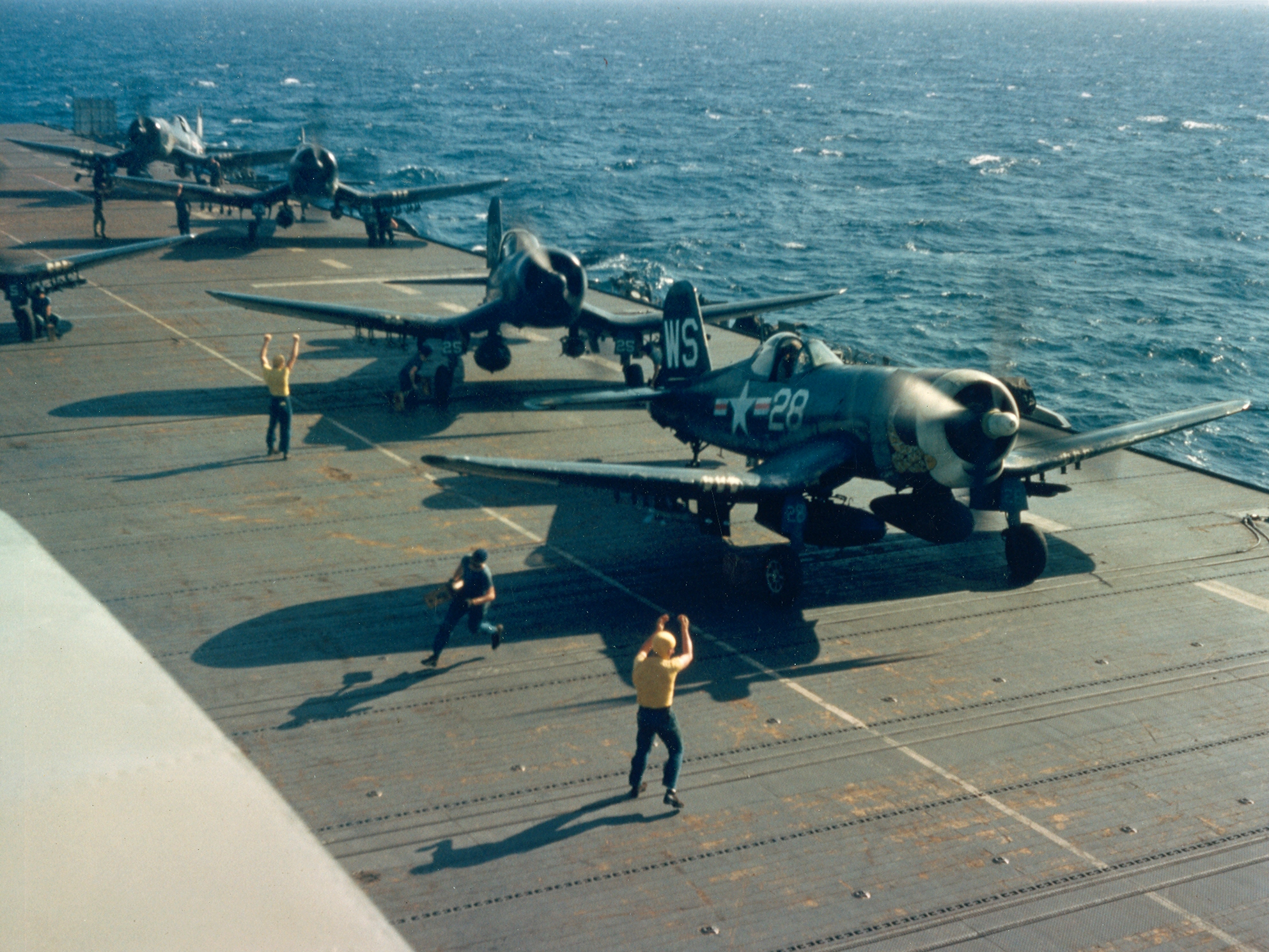
F4U-4 Corsair du sur l'USS Sicily, en 1951

Durant la guerre de Corée, le VMF-323 à bord de l'USS Badoeng Strait (CVE-116) a soutenu les forces terrestres dans la Bataille du périmètre de Busan, la Bataille d'Incheon, la Bataille du réservoir de Chosin et presque toutes les autres grandes campagnes du conflit. L'unité a également participé à l'Attaque sur le barrage de Sui-ho en juin 1952.
L'escadron a été rebaptisé Marine Attack Squadron 323 (VMA-323) en juin 1952. L'escadron a piloté successivement le F9F Panther, le F9F Cougar, le FJ-4 Fury puis le F-8 Crusader
En 1964, l'escadron a reçu sa désignation actuelle de Marine Fighter Attack Squadron 323 (VMFA-323). Cette même année, les Death Rattlers ont commencé à piloter le F-4 Phantom II. Pendant la crise dominicaine de 1965, les Death Rattlers ont fourni une couverture aérienne pendant que les citoyens américains étaient évacués.

### Guerre du Vietnam
Alors que les États-Unis se rapprochaient de la guerre au Sud-Vietnam, les Death Rattlers se sont déployés sur la base aérienne de Da Nang à partir du 25 octobre 1965. Les opérations de combat ont commencé le lendemain de leur arrivée. L'escadron a perdu son premier avion une semaine après son arrivée lorsque l'officier exécutif de l'escadron a été abattu par un missile sol-air au-dessus du Nord-Vietnam. C'était le seul F-4 de marine abattu par un SAM pendant la guerre. L'escadron est resté au Vietnam jusqu'en 1969, effectuant des sorties de combat depuis Da Nang et Chu Lai.

### 1980 à 2021

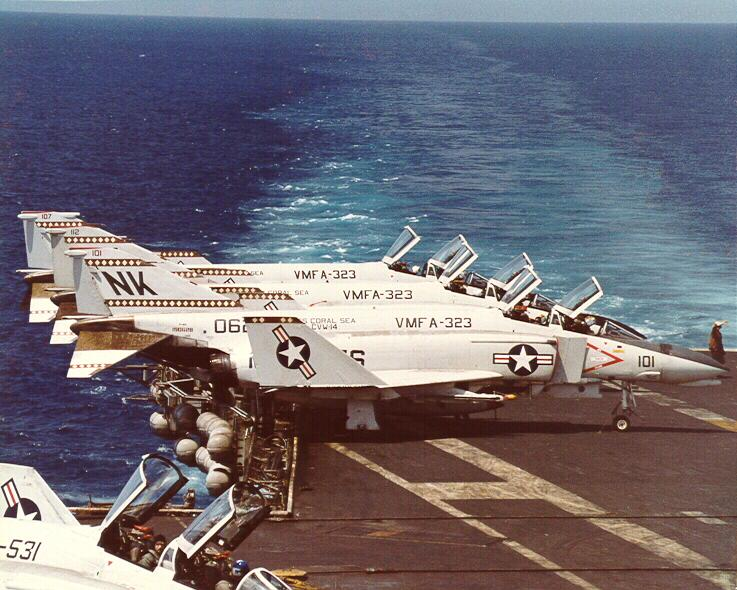
F-4N Phantom II de VMFA-323 sur USS Coral Sea, 1979-80

Durant cette période le VMFA-323 a effectué 14 déploiements :
- 1979-1980 avec le Carrier Air Wing Fourteen (CVW-14) à bord de l'USS Coral Sea (CV-43),
- 1985-1986 avec le Carrier Air Wing Thirteen (CVW-13) à bord de l'USS Coral Sea,
- 1994-1995 avec le Carrier Air Wing Two (CVW-2) à bord de l'USS Constellation (CV-64),
- 1997, 1999, 2001 et 2002-3 avec le CVW-2 à bord de l'USS Constellation
- 2005 avec le Carrier Air Wing Nine (CVW-9) à bord de l'USS Carl Vinson (CVN-70),
- 2007 et 2009 avec le CVW-9 à bord de l'USS John C. Stennis (CVN 74),
- 2011 avec le CVW-14 à bord de l'USS Ronald Reagan (CVN 76),
- 2013 et 2017 avec le Carrier Air Wing Eleven (CVW-11) à bord de l'USS Nimitz (CVN-68),
- 2020-2021 avec le Carrier Air Wing Seventeen (CVW-17) à bord de l'USS Nimitz